# 5786 Talos
5786 Talos è un asteroide near-Earth del gruppo Apollo. Scoperto nel 1991, presenta un'orbita caratterizzata da un semiasse maggiore pari a 1,0815156 au e da un'eccentricità di 0,8267510, inclinata di 23,22455° rispetto all'eclittica.